# Carmen Gandía
Carmen Gandía Garriga (Barcelona 1923-Olot 2001) fue una pintora realista española. De formación autodidacta, es uno de los pocos testigos femeninos de la escuela de paisaje de Olot, en la comarca La Garrocha, zona en la que expondría más de diez veces y en la que residiría desde 1986 hasta su muerte.
Su especialidad eran paisajes de Gerona y marinas de la Costa Brava o de Barcelona. Aunque también era admiradora de los maestros de la pintura y en especial de Francisco de Goya, sordo igual que ella. Carmen realizaría en su juventud reproducciones de cuadros como La Vicaria, de Mariano Fortuny.
En los años ochenta, tras un largo período sin pintar, realizó exposiciones en galerías de Barcelona como la Sala Jaimes del Paseo de Gracia, contando con el reconocimiento de algunos críticos de la época como Lina Font, la primera crítico de arte de Cataluña, que destacaron la sensibilidad de la pintora y la emoción que transmitía su obra.
A pesar de que muchos de los cuadros no se catalogaron en vida de la artista, el pintor Miquel Cazaña, nieto de la misma, ha catalogado más de 200 obras a raíz de contactar con los antiguos clientes de Carmen o con sus descendientes.